# سادووا
سادووا (به چکی: Sadová) یک منطقهٔ مسکونی در جمهوری چک است که در ناحیه هرادتس کرالووه واقع شده‌است. سادووا ۳۳۱ نفر جمعیت دارد.